# Alfio Caltabiano
Alfio Caltabiano (né à Pistoia le 17 juillet 1932 et mort à Rome le 23 juin 2007) est un acteur, scénariste et réalisateur italien.

## Biographie
Aussi connu sous le nom d' « Al Northon  », réalisateur et scénariste de plusieurs films dont Comandamenti per un gangster (1968) et Tutti figli di Mammasantissima (1973), il a également été  maître d'armes et chorégraphe. Il a commencé sa carrière au cinéma, comme cascadeur. Parmi ses premiers films, figure Ben Hur, dans lequel il interprète Jésus-Christ, visible seulement de derrière, alors qu'il porte la lourde croix de bois dans la scène du Chemin de Croix. Il est apparu comme acteur dans une vingtaine de films, principalement des western spaghetti, tandis que comme réalisateur, il a fait ses débuts en 1967 avec le film Ballata per un pistolero. Sa carrière cinématographique s'est terminée en 1977, après le tournage de Adios California.
Il est mort à Rome le 23 juin 2007 d'une crise cardiaque.

## Filmographie partielle

### Acteur
- 1955 :  Il principe dalla maschera rossa
- 1960 : Messaline de  Vittorio Cottafavi
- 1960 : La strada dei giganti
- 1961 : Le Colosse de Rhodes de Sergio Leone
- 1961 : Barabbas   (non crédité)
- 1962 : Le Fils du capitaine Blood  (non crédité)
- 1962 : Maciste contre les géants
- 1963 : Sémiramis, déesse de l'Orient  (non crédité)
- 1963 : Le Retour des Titans
- 1963 : Kali Yug, déesse de la vengeance
- 1963 : Il mistero del tempio indiano
- 1964 : La Vengeance de Spartacus
- 1965 : Erik le Viking
- 1966 : L'Armée Brancaleone - Arnolfo Mano-di-ferro
- 1966 : Destination : planète Hydra
- 1976 : Keoma
- 1977 : Adios California de Michele Lupo

### Réalisateur
- 1967 : Ballade pour un pistolero  (Ballata per un pistolero)
- 1968 : L'Enfer avant la mort (Comandamenti per un gangster)
- 1969 : Cinq Fils de chien  (Cinque figli di cane)
- 1970 : Vierges pour Satana (Una spada per Brando)
- 1972 : Trinita tire et dit amen (Così sia)
- 1973 : Quand la mafia s'énerve (Tutti figli di Mammasantissima)
- 1973 : On nous appelle les enfants de Trinita (Oremus, Alleluia e Così Sia)